# Jess Jodloman
Jess Jodloman   (Filipines, 25 de febrer de 1925) és un autor de còmics filipí conegut sobretot al seu país d'origen per la seva sèrie de fantasia Ramir, publicada entre el 1955 i el 1957 i adaptada al cinema, i als Estats Units per la seva col·laboració en diversos títols de fantasia i terror a la dècada del 1970.
Jodloman,  és un dibuixant realista meticulós inspirat per Harold Foster i Alex Raymond, va inspirar molts autors filipins, diversos dels quals, com ell, van treballar per al mercat americà a la dècada de 1970. En tre d'altres va treballar a la sèrie Kull the Conqueror de Marvel.